# Грищук Валерій Павлович
Валерій Павлович Грищук (29 липня 1952, село Никонівка Бердичівського району Житомирської області — 21 березня 2021, Київ) — український фізик, народний депутат СРСР (1989—1991), член опозиційної Міжрегіональної депутатської групи. На І З'їзді народних депутатів СРСР був обраний головою Комітету з науки та освіти Верховної Ради СРСР.
Голова асоціації «Форум ХХІ століття», Координатор центру високих технологій Університету «Україна», кандидат фізико-математичних наук, доцент КНУ імені Тараса Шевченка, Голова редакційної ради видання «Education & Career», член міжнародної науково-експертної Ради.

## Політична діяльність
У 1989 році був обраний народним депутатом СРСР. Увійшов до Міжрегіональної депутатської групи.
У 2012 році балотувався у народні депутати на виборах до Верховної Ради України по одномандатному округу 218 міста Києва. Зайняв 14-те місце з 17 кандидатів, набравши 0,43 % голосів виборців.
У 2015 році балотувався у депутати Київської міської ради за округом 23 в Дарницькому районі від партії «Наш край», але не був обраний.